# Hapoel Bnej Džudejda FC
Hapoel Bnej Džudejda FC (hebrejsky: מועדון כדורגל הפועל בני-ג'דידה) byl izraelský fotbalový klub sídlící ve městě Džudejda-Makr. Klub byl založen v roce 2001, zanikl v roce 2014.

## Umístění v jednotlivých sezonách
| Sezóny  | Liga                           | Úroveň | Z                                  | V                                  | R                                  | P                                  | VG                                 | OG                                 | +/-                                | B                                  | Pozice |
| ------- | ------------------------------ | ------ | ---------------------------------- | ---------------------------------- | ---------------------------------- | ---------------------------------- | ---------------------------------- | ---------------------------------- | ---------------------------------- | ---------------------------------- | ------ |
| 2011/12 | Liga Bet – sk. Sever A         | 4      | Klub byl vyloučen v průběhu sezóny | Klub byl vyloučen v průběhu sezóny | Klub byl vyloučen v průběhu sezóny | Klub byl vyloučen v průběhu sezóny | Klub byl vyloučen v průběhu sezóny | Klub byl vyloučen v průběhu sezóny | Klub byl vyloučen v průběhu sezóny | Klub byl vyloučen v průběhu sezóny | 16.    |
| 2012/13 | Liga Gimel – sk. Galilea       | 5      | 30                                 | 9                                  | 4                                  | 17                                 | 43                                 | 82                                 | -39                                | 31                                 | 13.    |
| 2013/14 | Liga Gimel – sk. Dolní Galilea | 5      | Klub se odhlásil v průběhu sezóny  | Klub se odhlásil v průběhu sezóny  | Klub se odhlásil v průběhu sezóny  | Klub se odhlásil v průběhu sezóny  | Klub se odhlásil v průběhu sezóny  | Klub se odhlásil v průběhu sezóny  | Klub se odhlásil v průběhu sezóny  | Klub se odhlásil v průběhu sezóny  | 14.    |